# المجلس الوطني لقيادة الثورة
المجلس الوطني لقيادة الثورة هو المجلس العشرين الذي أنشئ لحكم سوريا بعد الانقلاب السوري عام 1963.
تألف المجلس الوطني من اثني عشر بعثي وثمانية ناصريين ومستقلين. كانت عضويتها الدقيقة سرية في البداية لعدة أشهر. على الرغم من قبول بعض المدنيين في المجلس إلا أن الضباط العسكريين هيمنوا عليه.